# Kippkopf
Der Kippkopf ist ein 522,3 Meter hoher Berg im zum Pfälzerwald gehörenden Gräfensteiner Land, innerhalb dessen er die höchste Erhebung darstellt.

## Geographie
Er liegt auf der Gemarkung der Ortsgemeinde Leimen ungefähr anderthalb Kilometer südlich von deren Siedlungsgebiet. Entlang seiner Südostflanke verläuft die Merzalbe, die ganz im Osten des Bergs den Steinernen Woog durchfließt. Entlang seiner Westflanke fließt der rund einen Kilometer lange Josephsbach, der ein rechter Nebenfluss der Merzalbe ist. Südöstlich des Kippkopfs erstreckt sich der 521 Meter hohe Winschertberg.

## Beschreibung
Beim Kippkopf handelt es sich um einen Höhenrückenberg. Er ist vollständig bewaldet, wobei er Mischwald hauptsächlich in Form von Laubwald enthält. Am Beginn des an der Westflanke des Berges befindlichen Schamborner Tales steht ein Gedenkstein für den Autor Fritz Claus.

## Verkehr
Entlang seiner Westflanke verläuft die Landesstraße 496.

## Tourismus
Auf Waldwegen ist der Kippkopf gut erreichbar, jedoch nicht der eigentliche Gipfel. Der Fernwanderweg Donnersberg–Donon passiert den Berg.

## Natur
Mit der Buntsandsteinfelsenkuppe Geisenschlupf existiert an der Nordwestflanke des Bergs ein Naturdenkmal. Alternativbezeichnungen lauten „Kippkopffelsen“ und „Geißenfelsen“. Er wird oft von Kletterern frequentiert.